# Billete de veinte pesos mexicanos (tipo F)
El Billete de 20 pesos de la familia F es la denominación más baja de billetes de peso mexicano de la familia de billetes que fue reemplaza por la de tipo G. El 27 de agosto del 2018, se confirmó que se tiene un plan para que, poco a poco, el billete sea retirado y reemplazado por una moneda. La temática del billete está inspirada en el Estado de Oaxaca.
Tienen en el anverso el cuadro de Benito Juárez García, vigésimo sexto presidente de la república mexicana que luchó en la Guerra de Reforma, declaró una constitución y promovió la educación. También tiene una balanza que representa el pueblo y la justicia, encima de las leyes de reforma y un águila.
Tienen en el reverso tiene a Monte Albán ubicado en el estado de Oaxaca, y abajo de ello se encuentra el símbolo de Cocijo y por último se encuentra el símbolo del Banco de México. 
Son los billetes más bajos de denominación, pero de los más comunes y usados por México, caso contrario de los billete de 1000 que normalmente solo se utilizan para cheques muy altos de valor.

## Anverso

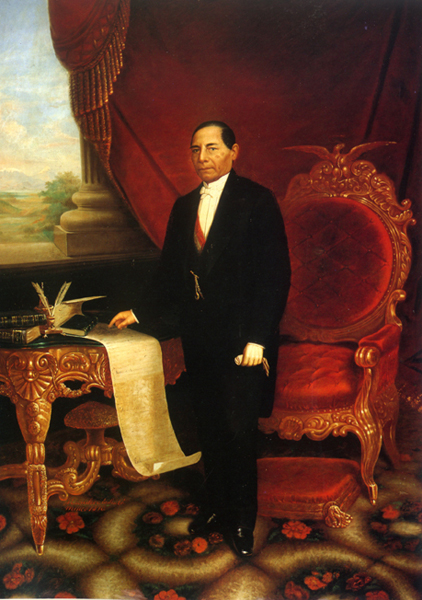
Benito Juárez, pintura presidencial. Pintura al óleo.

Como motivo principal ostenta la efigie de Don Benito Juárez García (1806 - 1872), quien en 1858 asumió la presidencia de la República Mexicana y al año siguiente expidió las Leyes de Reforma con apoyo de los liberales radicales. Por su defensa de las libertades humanas, que sirvió de ejemplo a otros países latinoamericanos, fue proclamado Benemérito de las Américas. En un célebre discurso, manifestó: "Que el pueblo y el gobierno respeten los derechos de todos. Entre los individuos, como entre las naciones, el respeto al derecho ajeno es la paz".
La efigie de Don Benito Juárez está acompañada de una viñeta compuesta por una balanza en primer plano, que simboliza el equilibrio y la justicia, y un libro que representa las Leyes de Reforma promulgadas en 1859, si se observa con mayor atención se puede notar como en el libro dice: Artículo 1: y rayas en representación del artículo, así hasta el artículo 7.

## Reverso
El elemento principal es una vista panorámica de la zona arqueológica de Monte Albán (cultura zapoteca), ubicada en el estado de Oaxaca y nominada por la UNESCO como patrimonio cultural de la humanidad. Al lado izquierdo de dicha vista, se ubica el detalle de un pendiente hallado en la tumba número 7 de la misma zona arqueológica.
En la parte inferior derecha, se encuentra un fragmento del mascarón del Dios de la Lluvia y del Trueno (Cocijo, principal deidad zapoteca).

## Medidas de seguridad

### Relieves sensibles al tacto
En unas zonas, la superficie del billete tiene un relieve pequeño sensible al tacto, en especial si están muy nuevos. Las zonas donde se sienten son: La leyenda de "Banco de México" y "Veinte pesos", El libro de Las Leyes de Reforma, en el número girado 45 grados que dice 20 pesos en la esquina inferior izquierda, en la parte izquierda de la ventana transparente, en el pelo y vestimenta de Benito Juárez.
Para observar este elemento de seguridad, el billete debe ser visto a trasluz.

### Elementos que cambian de color
Se utiliza una tinta especial que cambia de color dependiendo el nivel de la luz. En el billete de 20 pesos se encuentra en el ala izquierda del paloma y en el símbolo que está arriba de la ventana transparente. Se puede notar al girar e inclinar el billete. 
Para observar mejor este elemento de seguridad, se recomienda tomar el billete por el frente, colocarlo horizontalmente a unos 30 cm. frente a los ojos y girarlo o inclinado.

### Hilo microimpreso
Este hilo forma parte del polímero desde que se fábrica el billete. Las pruebas de existencia de dichos hilos consisten en pasar el billete dentro de una lámpara de luz ultravioleta, en cuyo interior el billete mostrará los pequeños hilos luminiscentes, el hilo se mostrará negro.
El hilo dice "20 pesos" y está ubicado a la altura de la "a" y "n" de "Banco de México".

### Marca de agua
Es otra marca de seguridad que igual, ya está hecha en el polímero que se ve a la luz directa. En este caso, la imagen de Juárez se observa de color gris, y se encuentra arriba de la ventana transparente y a la derecha de Juárez.

### Ventana transparente
Es una zona transparente en los billetes de polímero sobre la cual se incorporan elementos, como por ejemplo, un número con relieve. Las ventanas transparentes forma parte del polímero desde su fabricación.
En la ventana transparente de los billetes de 20 y 50 pesos, así como en la ventana inferior del diseño actual del billete de 50 pesos, se observa el número de la denominación sobre líneas. 
En el billete de 20 pesos se encuentra en la esquina inferior derecha.

### Registro perfecto
En el anverso del billete se imprimen ciertos elementos de una imagen y en el reverso, sus elementos complementarios. Al observar el billete a trasluz, los elementos se combinan con exactitud para dar una imagen completa. En los billetes de la familia F, las figuras que se complementan son el mapa de la República Mexicana y la rosa de los vientos.

### Textos microimpresos
Los textos microimpresos son textos muy pequeños, que es necesario el uso de lentes o lupas para observarse. Por el anverso los billetes de 20 pesos tienen el texto "20 pesos" microimpreso en diversas partes de cuerpo del billete. Por debajo de la paloma se lee con letras de altura decreciente: 

"Que en el pueblo y el gobierno se respeten los derechos de todos. Entre los individuos como entre las naciones el respeto al derecho ajeno es la paz "
Manifiesto de la nación, 15 de julio de 1867

La cual es una frase muy famosa de Benito Juárez.

### Fondos lineales
En el anverso y reverso del billete se encuentra un diseño compuesto de figuras y rayas anchas y delgadas, las cuales solo pueden observarse con una lupa. Como una especie de tapizado irregular.

### Fluorescencia
En el reverso de todos los billetes hay diseños impresos con tintas fluorescentes que brillan al ser expuestas a la luz ultravioleta (también conocida como "luz negra").

## Historia del billete de 20 pesos mexicanos
La historia de los billetes de 20 pesos (20 MXN) empieza en con el primer billete impresa en esa denominación, un billete "Tipo B" hasta los billetes "Tipo F". En el paso de Tipo B a F paso por Tipo B, Tipo C, Tipo D, Tipo D1 y Tipo F.

### Tipo B
Los primeros billetes emitidos en la nueva unidad monetaria, en denominaciones de N$10, N$20, N$50 y N$100 (nuevos pesos – MXN). Estos billetes mantuvieron los elementos de diseño de sus equivalentes del tipo A; $10,000, $20,000, $50,000 y $100,000. Comenzaron a circular a partir del 1 de enero de 1993, fueron billetes de transición. Entre ellos se lanza un billete de 20 pesos, el primero de la cantidad de 20 pesos con la nueva denominación.
| Valor    | Anverso | Anverso                                                        | Reverso | Reverso                                           | Colores predominante     | Colores predominante | Material     | Dimensiones |
| Valor    | Imagen  | Descripción                                                    | Imagen  | Descripción                                       | Colores predominante     | Colores predominante | Material     | Dimensiones |
| -------- | ------- | -------------------------------------------------------------- | ------- | ------------------------------------------------- | ------------------------ | -------------------- | ------------ | ----------- |
| 20 pesos |         | Andrés Quintana Roo y zona arqueológica de Tulum (Rivera Maya) |         | Restos del Muro de Bonampak y Dintel de Yaxchilan | Azul oscuro y Azul Claro |                      | Papel normal | 155 x 66 mm |

### Tipo C
Fueron los tipos de billetes después del B, es la primera en que sale Benito Juárez en un billete de 20 pesos.
| Valor    | Anverso | Anverso                                                | Reverso | Reverso            | Colores predominante | Colores predominante | Dimensiones | Material         |
| Valor    | Imagen  | Descripción                                            | Imagen  | Descripción        | Colores predominante | Colores predominante | Dimensiones | Material         |
| -------- | ------- | ------------------------------------------------------ | ------- | ------------------ | -------------------- | -------------------- | ----------- | ---------------- |
| 20 pesos |         | Benito Juárez y un Escudo nacional mexicano histórico. |         | Hemiciclo a Juárez | Azul oscuro          |                      | 129 x 66 mm | Papel de algodón |

### Tipo D
Estos billetes se imprimieron en las mismas denominaciones y con los mismos diseños y dimensiones que los billetes de tipo C, pero eliminando la nomenclatura nuevos, además de que en el encabezado se suprime la antigua frase "Pagará a la vista al portador" dejando solamente la leyenda de "Banco de México".
| Valor    | Anverso | Anverso                                                | Reverso | Reverso            | Colores predominante | Colores predominante | Dimensiones | Material                                                | Impresión         | Impresión          | Emisión | Emisión                  |
| Valor    | Imagen  | Descripción                                            | Imagen  | Descripción        | Colores predominante | Colores predominante | Dimensiones | Material                                                | Primera           | Segunda            | Primera | Segunda                  |
| -------- | ------- | ------------------------------------------------------ | ------- | ------------------ | -------------------- | -------------------- | ----------- | ------------------------------------------------------- | ----------------- | ------------------ | ------- | ------------------------ |
| 20 pesos |         | Benito Juárez y un Escudo nacional mexicano histórico. |         | Hemiciclo a Juárez | Azul oscuro          |                      | 129 × 66 mm | Papel de Algodón (1994-2001) y Polímero (2001-Adelante) | 6 de mayo de 1994 | 17 de mayo de 2001 | ?       | 30 de septiembre de 2002 |

### Tipo D1
El Banco de México decidió experimentar con la emisión de billetes impresos en polímero con el fin de extender la vida útil de los billetes de mayor circulación y dificultar su falsificación. El primer billete en imprimirse en este material fue el de $20 pesos (MXN), usando el mismo diseño del billete tipo D correspondiente, con pequeños ajustes para acomodar las características de seguridad propias de la nueva técnica.
| Valor    | Anverso | Anverso                                                | Reverso | Reverso            | Colores predominante | Colores predominante | Dimensiones | Material |
| Valor    | Imagen  | Descripción                                            | Imagen  | Descripción        | Colores predominante | Colores predominante | Dimensiones | Material |
| -------- | ------- | ------------------------------------------------------ | ------- | ------------------ | -------------------- | -------------------- | ----------- | -------- |
| 20 pesos |         | Benito Juárez y un Escudo nacional mexicano histórico. |         | Hemiciclo a Juárez | Azul oscuro          |                      | 129 x 66 mm | Polímero |

### Tipo F
En 2006 el diseño de los billetes se cambió, debido a las siguientes razones: 
- Para facilitar a los invidentes la identificación del valor del billete.
- Para dificultar la falsificación de los billetes. El Banco de México agregó nuevos elementos de seguridad:

- Elemento que cambia de color
- Ventana transparente (sólo 20 y 50)

El billete de $20 se emitió en agosto del 2007. Los billetes de 20 y 50 son de polímero.
| Valor    | Anverso | Anverso                                                                        | Reverso | Reverso                               | Colores predominante | Colores predominante | Dimensiones | Material | Impresión           | Emisión              |
| Valor    | Imagen  | Descripción                                                                    | Imagen  | Descripción                           | Colores predominante | Colores predominante | Dimensiones | Material | Impresión           | Emisión              |
| -------- | ------- | ------------------------------------------------------------------------------ | ------- | ------------------------------------- | -------------------- | -------------------- | ----------- | -------- | ------------------- | -------------------- |
| 20 pesos |         | Benito Juárez y un libro (Las Leyes de Reforma) y una balanza encima de ellas. |         | Monte Albán y el dios zapoteca Cocijo | Azul claro           |                      | 120 × 66 mm | Polímero | 19 de junio de 2006 | 20 de agosto de 2007 |